# Vitiaz (1939)
El Vitiaz (en ruso: Витязь) es un buque de investigación oceanográfica construido en 1939 por la Deutsche Schiff- und Maschinenbau AG de Bremen, Alemania botado con el nombre de  «Mars» para Neptun Line de Bremen. Sirvió en la Kriegsmarine durante la Segunda Guerra Mundial y fue capturado por el Reino Unido en 1945, siendo rebautizado como «Empire Forth» por el Ministerio de Transporte de Guerra (MoWT).
Fue asignado a la Unión Soviética en 1946 bajo los términos del Acuerdo de Potsdam y renombrado «Ecuador» (en ruso: Экватор) y más tarde rebautizado como «Almirante Makarov» (en ruso: Адмирал Мака́ров). Fue rebautizado como «Vitiaz» en 1949, y a partir de entonces fue utilizado como buque oceanográfico. Retirado en 1979, se conservó como barco museo (desde 1982).

## Descripción
Cuando se registró en 1945, el barco tenía 333 pies 0 plg (101,5 m) largo, con una manga de 47 pies 7 pulgadas (14,5 m). Tenía una profundidad de 15 pies 6 pulgadas (4,72 m) y un calado de 19 pies 2 pulgadas (5,84 m). El buque fue evaluado con un arqueo de 2471 toneladas de registro bruto y 1821 toneladas de registro neto.
El barco es propulsado por dos motores diésel de acción simple y ciclo único de dos tiempos con siete cilindros de 62 cm de diámetro por 115 cm de carrera y propulsores de doble tornillo. Los motores fueron construidos por Friedrich Krupp Germaniawerft de Kiel, con una potencia de 3000 caballos de vapor, y podían propulsarlo a 14 nudos (26 km/h).

## Historia
El barco fue construido en 1939 con el número de astillero 614 por la Deutsche Schiff- und Maschinenbau AG de Bremen, Alemania, y fue botado como «Mars» en agosto de 1939.
El «Mars» fue registado en el puerto de Bremen y operado por la Línea Neptun, con una tripulación de 38 personas y alojamiento para doce pasajeros. Fue requisado en 1940 por la Kriegsmarine, pero fue devuelta a Neptun Line ese mismo año. En 1942 fue requisado nuevamente, y convertido en barco hospital para uso militar. El 13 de diciembre de 1943, «Mars» sufrió graves daños en un ataque aéreo en Bremen por parte de la Octava Fuerza Aérea de Estados Unidos. El buque ayudó a la evacuación de ciudadanos alemanes de Königsberg y Pillau. Entre enero y abril de 1945, transportó a más de 20 000 personas. «Mars» fue probablemente el último gran barco que partió de Pillau hacia Copenhague.
En mayo de 1945, «Mars» fue capturado en Copenhague, Dinamarca y pasó al Ministerio de Transporte de Guerra del Imperio Británico, pasando a llamarse «Empire Forth», asignándosele las letras de código GLTZ y el número oficial del Reino Unido 169468. Su puerto de registro se cambió a Londres, y durante este período fue operado por la naviera Prince Line Ltd.
En 1946 el «Empire Forth» fue asignado a la Unión Soviética según los términos del Acuerdo de Potsdam, quien lo rebautizó «Ecuador» (en ruso: Экватор) y llevado a San Petersburgo, donde se le asignó las letras de código UPJA. Más tarde fue rebautizado «Almirante Makarov» (en ruso: Адмирал Мака́ров), y adaptado como buque oceanográfico entre 1947 y 1948 para el Instituto de Oceanografía Shirshov de la Academia de Ciencias de la URSS. Los trabajos se llevaron a cabo en San Petersburgo, Odessa, Riga y Vladivostock en la antigua Unión Soviética, y también en Wismar, Alemania ocupada por los Aliados. Durante la conversión, el barco alargó su eslora y se equipó con modernos laboratorios y alojamiento. Sus medidas eran ahora 109,44 metros (359'0,70") de largo, con una manga de 14,56 metros (47' 91/5") y un calado de 5,86 metros (19' 2,70"). Su desplazamiento se elevó a 5710 toneladas. En 1949, pasó a llamarse «Vitiaz» (en ruso: Витязь).

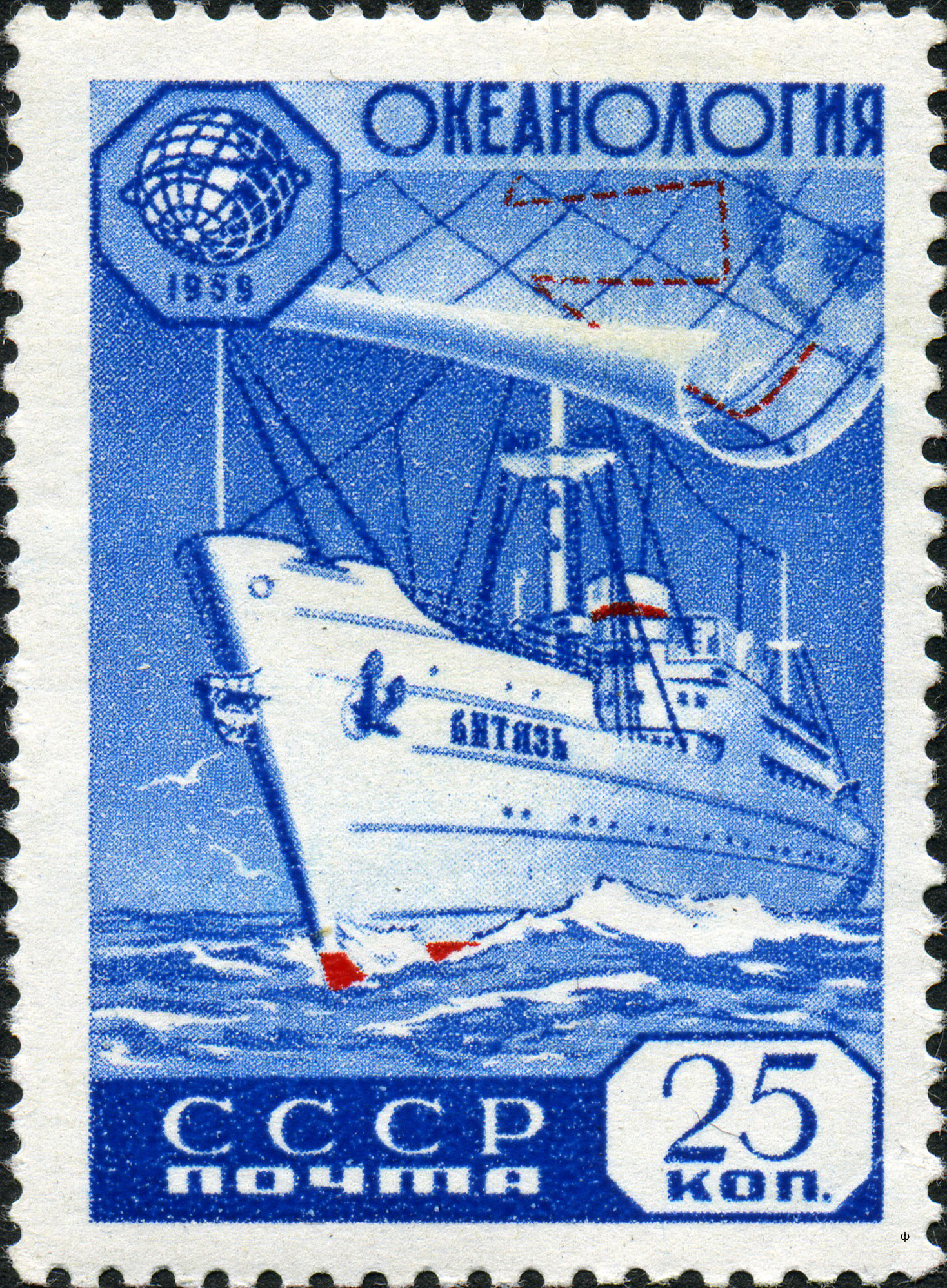
Estampilla de 1959 que representa al Vitiaz

El «Vitiaz» tenía Vladivostock como su puerto de registro, desde donde hizo 65 viajes que cubrieron 800 000 millas náuticas (1 481 600 km). En agosto de 1957 midió la profundidad de la Fosa de las Marianas en 11 022 metros (36 161,4 pies). El 29 de mayo de 1958 el «Vitiaz» estaba a 2000 millas náuticas (3704 km) al oeste de las Islas Marshall, cuando detectó radiactividad en la lluvia a niveles perjudiciales para la salud humana. El 7 de noviembre de 1960, se informó que el «Vitiaz» había sido interceptado en el Mar Arábigo por un rastreador Grumman S-2F del portaaviones USS Essex. La Marina de los Estados Unidos negó que la aeronave estuviera interceptando el barco, y que solo había realizado un sobrevuelo para establecer la identidad del buque. Con su reintroducción en la década de 1960, al «Vitiaz» se le asignó el número OMI 5382609.
Los científicos a bordo del «Vitiaz» descubrieron 1176 nuevas especies de plantas y animales marinos. Durante su tiempo como barco oceanográfico, el «Vitiaz» visitó 49 países y actuó como embajador de buena voluntad de la Unión Soviética. Las personas notables que le visitaron incluyen a Jacques Cousteau y Thor Heyerdal. El «Vitiaz» realizó su último viaje por Europa y se retiró el 22 de abril de 1979. Luego fue anclado en el río Preguel. En 1982, se ordenó su conservación como barco museo en San Petersburgo. En 1988, fue trasladado al Astillero Yantar de Kaliningrado, donde fue reparado y reconstruido para su uso como barco museo. En 1994, fue trasladado al Museo Mundo Océano, creado en 1990. Se afirma que el  «Vitiaz» es el buque oceanográfico más grande que se ha conservado.